# قلعه پولادی
قلعه پولادی، روستایی از توابع بخش مرکزی شهرستان بهبهان در استان خوزستان ایران است.

## جمعیت
این روستا در دهستان دودانگه قرار دارد و براساس سرشماری عمومی نفوس و مسکن ایران در سال ۱۳۸۵، جمعیت آن ۱۱۶ نفر (۲۵خانوار) بوده‌ است.